# Marcello Crescenzi (vescovo)
Marcello Crescenzi (... – Roma, 13 agosto 1630) è stato un vescovo cattolico italiano.

## Biografia
Proveniente da un'antica famiglia romana, poco si sa della sua vita.
Il 13 novembre 1591 papa Innocenzo IX lo nominò vescovo di Assisi. Ricevette la consacrazione episcopale il 4 dicembre seguente dalle mani del cardinale Michele Bonelli, cardinale vescovo di Albano, co-consacranti l'arcivescovo Paolo Alberi, già arcivescovo di Ragusa di Dalmazia, e il vescovo Rutilio Benzoni, vescovo di Loreto.
Pose mano alla ricostruzione del palazzo vescovile ed istituì il seminario diocesano.
Morì nel 1630.

## Genealogia episcopale e successione apostolica
La genealogia episcopale è:
- Cardinale Scipione Rebiba
- Cardinale Giulio Antonio Santori
- Cardinale Girolamo Bernerio, O.P.
- Cardinale Michele Bonelli, O.P.
- Vescovo Marcello Crescenzi

La successione apostolica è:
- Patriarca Domenico de' Marini (1611)
- Cardinale Francesco Boncompagni (1623)